# Kieluvainen
Kieluvainen är en sjö i kommunen Hirvensalmi i landskapet Södra Savolax i Finland. Arean är 42 hektar och strandlinjen är 7,42 kilometer lång. Sjön  ingår i Kymmene älvs huvudavrinningsområde.   Den ligger omkring 17 kilometer väster om S:t Michel och omkring 190 kilometer nordöst om Helsingfors. 
I sjön finns öarna Uumoonsaari och Karhunpäänsaari. 